# Psychotria marcgraviella
Psychotria marcgraviella är en måreväxtart som beskrevs av Paul Carpenter Standley. Psychotria marcgraviella ingår i släktet Psychotria och familjen måreväxter. Inga underarter finns listade i Catalogue of Life.